# Girlfriends' Guide to Divorce
Girlfriends' Guide to Divorce, ou Le Guide de la parfaite divorcée au Québec, est une série télévisée américaine en 45 épisodes de 45 minutes créée par Marti Noxon, diffusée entre le 2 décembre 2014 et le 19 juillet 2018 sur Bravo et sur Slice au Canada.
En France, la série est diffusée depuis le 26 octobre 2017 sur Elle Girl, et au Québec au printemps 2018 sur Max. Néanmoins, elle reste inédite dans les autres pays francophones.

## Synopsis
Abby McCarthy est une quadragénaire qui écrit des livres sur le développement personnel. En instance de divorce, elle cache sa situation et essaie de démarrer une nouvelle vie à Los Angeles en prenant conseil auprès de ses autres amies divorcées.

## Distribution

### Acteurs principaux
- Lisa Edelstein (VFB : Frédérique Tirmont) : Abby McCarthy
- Beau Garrett (VFB : Claire Tefnin) : Phoebe Wells
- Necar Zadegan (VFB : Laetitia Liénart) : Delia Banai
- Paul Adelstein (VFB : Franck Dacquin) : Jake Novak (saison 1 et 2 - invité saison 3)
- Janeane Garofalo (VFB : Colette Sodoyez) : Lyla Straley ((saison 1 - épisodes 1 à 7)
- Alanna Ubach (VFB : Nathalie Hugo) : Jo Hernandez-Frumpkis (depuis l'épisode 8)
- Retta Sirleaf (VFB : Monia Douieb) : Barbara Sawyer (saisons 3 et 4 - récurrente saison 2)

### Acteurs récurrents
- Dylan Schombing : Charlie McCarthy-Novak
- Brian Markinson (VFB : Patrick Waleffe) : Albert Wilcox
- Alison Thornton (VFB : Julie Basecqz) : Zooey Frumpkis
- Conner Dwelly (VFB : Helena Coppejans) : Lilly McCarthy-Novak
- C. Thomas Howell (VFB : Jean-Michel Vovk) : Nate Klein (saison 1)
- Brandon Jay McLaren (VFB : Alain Eloy) : Marco (saison 1 - invité saison 2)
- Warren Christie (VFB : Maxime Donnay) : Will Peterson (saison 1 - invité saisons 2 et 4)
- Patrick Heusinger (en) (VFB : Grégory Bracco) : Max McCarthy (saison 1 - invité saisons 2 et 4)
- Julianna Guill (VFB : Marcha Van Boven) : Becca Riley (saisons 1 et 2 - invitée saison 3)
- Matthew Glave (VFB : Michel Hinderyckx) : Gordon Beech (saisons 1 et 2 - invité saison 3)
- J. August Richards (VFB : Alexandre Crépet) : Ford Phillips (saisons 1 et 2)
- Charles Mesure : Ralf (saison 1 - invité saison 2)
- Mark Valley (VFB : Laurent Van Wetter) : Dr. Harris Campbell (saison 2)
- Maury Sterling (VFB : Alain Eloy) : Rob Frumpkis (saisons 2 et 3)
- Will Kemp (en) (VFB : Alexis Flamant) : Scott (saisons 2 et 3)
- Aaron Staton (VFB : Pierre Le Bec) : J.D (saisons 2 et 3)
- Jean Smart : Katherine Miller (saison 2)
- James Lesure (VFB : Thibaut Delmotte) : Mike Brady (saison 3)
- Malcolm-Jamal Warner : Darrell (saison 3)
- Abbie Cobb : Quinna (saison 3)

- Version française
  - Société de doublage : Imagine
  - Direction artistique : Gérard Rouzier et Charles Mendiant
  - Adaptation des dialogues : Benoit Berthezene et Géraldine Godiet

Source VF : Carton de doublage télévisuel

## Production
Le 19 février 2014, Bravo annonce la commande d'une première saison de treize épisodes.
Le 4 février 2015, la série a été renouvelée pour une deuxième saison.
Le 13 avril 2016, la série a été renouvelée pour trois saisons supplémentaires et devrait comporter au moins 65 épisodes.

## Épisodes

### Première saison (2014-2015)
Elle a été diffusée du 2 décembre 2014 au 24 février 2015.
1. Règle 23 : Il ne faut pas mentir aux enfants (Rule #23: Never Lie to the Kids)
2. Règle 174 : Ne jamais faire confiance à quelqu'un qui vous facture l'heure (Rule #174: Never Trust Anyone Who Charges By the Hour)
3. Règle 47 : Prenez du temps pour vous (Rule #47: Always Take Advantage of "Me" Time)
4. Règle 426 : Le pays du fantasme, un super endroit à visiter (Rule #426: Fantasyland: A Great Place to Visit)
5. Règle 21 : Laissons les enfantillages aux enfants (Rule #21: Leave Childishness to Children)
6. Règle 33 : Dans le doute, fuyez (Rule #33: When in Doubt, Run Away)
7. Règle 67 : Ne surtout pas tuer la Princesse (Rule #67: Don't Kill the Princess)
8. Règle 17 : Vous n'avez pas toutes les réponses (Rule #17: Ask the Answer Lady)
9. Règle 32 : Va te faire f***, Rob Frumpkis ! (Rule #32: F-You, Rob Frumpkis)
10. Règle 3 : Ne jamais rester sur la touche (Rule #3: Don't Stand in the Doorway)
11. Règle 46 : Passez des vacances tranquilles (Rule #46: Keep the Holidays Low Key)
12. Règle 92 : On récolte ce que l'on sème (Rule #92: Don't Do the Crime If You Can't Do the Time)
13. Règle 101 : Savoir laisser le passé derrière soi (Rule #101: Know When It's Time to Move On)

### Deuxième saison (2015-2016)
Elle a été diffusée du 1er décembre 2015 au 23 février 2016.
1. Règle 58 : Éviter sa voiture (Rule #58: Avoid the Douchemobile)
2. Régle 77 : N'envenimez pas les choses (Rule #77: Don't Blow The Bubble)
3. Règle 8 : Tout est dans le timing (Rule #8: Timing Is Everything)
4. Règle 605 : Vous pouvez toujours rentrer chez vous (Rule #605: You Can Go Home Again)
5. Règle 72 : Il n'est jamais trop tard pour être une pimbêche (Rule #72: It's Never Too Late to Be a Mean Girl)
6. Règle 25 : Méfiez-vous des deuxièmes chances (Rule #25: Beware the Second Chance)
7. Règle 14 : Non, c'est... non (Rule #14: No...Means No)
8. Règle 79 : Les étiquettes, c'est pour les boîtes de conserve (Rule #79: Labels Are For Canned Goods)
9. Règle 81 : On ne pleure pas dans un porno (Rule #81: There's No Crying in Porn)
10. Règle 36 : Si tu ne supportes pas la chaleur, t'es cuit (Rule #36: If You Can't Stand the Heat, You're Cooked)
11. Règle 118 : Laissez-la grignoter en paix (Rule #118: Let Her Eat Cake)
12. Règle 876 : Il faut savoir laisser certaines choses au hasard (Rule #876: Everything Does Not Happen For a Reason)
13. Règle 59 : « Ils se marièrent et vécurent heureux » est un oxymore (Rule #59: Happily Ever After Is An Oxymoron)

### Troisième saison (2017)
Cette saison de sept épisodes a été diffusée du 11 janvier au 22 février 2017.
1. Règle 43 : Derrière chaque porte peut se cacher un monstre (Rule #43: When One Door Opens, There's An Icy Draft)
2. Règle 137 : Bougez votre caisse (Rule #137: Move Your Car)
3. Règle 188 : S'occuper de ses oignons (Rule #188: Mind Your Side of the Plate)
4. Règle 225 : Ce qui se passe à Bakersfield… reste à Bakersfield (Rule #225: What Happens in Bakersfield Stays in Bakersfield)
5. Règle 99 : Cuisiner comme il faut (Rule #99: Cook Naked)
6. Règle 218 : On ne pleure pas au baseball (Rule #218: There's No Crying in Baseball)
7. Règle 91 : Affrontez vos peurs (Rule #91: Run Toward What Scares You)

### Quatrième saison (2017)
Cette saison de six épisodes a été diffusée du 17 août au 21 septembre 2017.
1. Titre français inconnu (Rule #776: The Cat Is Always on the Roof)
2. Titre français inconnu (Rule #10: Just Survive)
3. Titre français inconnu (Rule #706: Let Them Eat Cupcakes)
4. Titre français inconnu (Rule #49: Let It Shine)
5. Titre français inconnu (Rule #930: Plan for New Plans)
6. Titre français inconnu (Rule #155: Go with the Magician)

### Cinquième saison (2018)
Cette dernière saison de six épisodes est diffusée à partir du 14 juin 2018.
1. Titre français inconnu (Rule #773: Step and Repeat)
2. Titre français inconnu (Rule #149: Don't Eat the Yellow Snow)
3. Titre français inconnu (Rule #97: It Takes Two to Stab Yourself in the Butt)
4. Titre français inconnu (Rule #63: It's a Marathon, Not a Sprint)
5. Titre français inconnu (Rule #303: Burn That S… to the Ground)
6. Titre français inconnu (Rule #1: Keep the Toast Short)

## Accueil critique
La première saison a été globalement bien accueillie par la critique. L'agrégateur de critiques Metacritic lui accorde une note de 69 sur 100, basée sur la moyenne de 21 critiques.
Sur le site Rotten Tomatoes, elle obtient une note moyenne de 81 %, sur la base de 21 critiques.